# 96号美国国道
96号美国国道（英語：U.S. Route 96）是一条东西方向的美国国道。该公路连接了德克萨斯州阿瑟港和谢尔比县，全长133.746英里。96号美国国道过去曾多次用于飓风來領時疏散撤離群眾。